# Pierres Jumelles (Cambrai)
Les Pierres Jumelles sont un groupe de deux menhirs situés à Cambrai, dans le département français du Nord.

## Historique
Les pierres se dressaient au bord d'une ancienne voie romaine. Elles sont mentionnées dès 1396 dans un compte rendu des grands chartiers de Cambrai. En 1735, le vicaire général du diocèse, l'abbé de Carondelet, fit opérer des fouilles sur le site. 
Selon la légende, un ancien monument a été érigé sur le site, soit en l'honneur de Mercure, soit en l'honneur du proconsul Canusius. Les fouilles faites en 1784 ont été estimées insuffisantes  et à l'instigation de la Société d'émulation de Cambrai, la mairie a fait procéder à de nouvelles fouilles le 22 prairial an 13 (11 juin 1805). Les pierres jumelles ont été mises à nu. Elles ont environ 4 mètres de hauteur, 1,33 mètre de largeur et 90 centimètres d'épaisseur. Il n'existe pas de telles pierres en grès brut à proximité, elles ont dû y être amenées de 15 kilomètres au moins. Les pierres sont posées sur des roches calcaires plus fortes que celles qui les environnent. Aucun vestige de maçonnerie n'a été décelé. Les fouilles entreprises en profondeur et dans différentes directions n'ont pas permis de découvrir une quelconque trace d'un monument sur ce terrain. Elles n'ont pas fourni d'indication sur l'origine des pierres jumelles. 
Les menhirs sont classés au titre des monuments historiques par la liste de 1889. 

## Description
Les deux petits blocs apparents sur la pelouse sont distants de 3,60 m.

## Folklore
Selon la légende, deux jeunes Gaulois, amoureux de la même druidesse, s'entretuèrent dans un combat et leurs corps tombés sur place furent transformés en pierre.